# Captain Skyhawk
Captain Skyhawk — видеоигра в жанре скролл-шутера. Выпущена компанией Milton Bradley Company в 1989 году, программирование компании Rare Coin-It INC.

## Сюжет
К планете Земля приближается космическая база вражески настроенных пришельцев, которые горят желанием уничтожить всех. Регулярных войск, как всегда, не хватает, и командование отправляет пилота космического истребителя, капитана Skyhawk, в одиночку разделываться с врагом.
У врага есть несколько планет, на которых расположены генераторы, от них и питается главная база. Пока не уничтожены генераторы, с пришельцами расправиться невозможно. Поэтому сначала придётся уничтожить их, а также попутно спасти из плена неких важных личностей.

## Игровой процесс
Игрок управляет истребителем, который способен летать как в атмосфере, так и в безвоздушном пространстве. Внешним видом он несколько напоминает варитек из Macross, однако неспособен трансформироваться.
Пейзажи, среди которых происходят бои, выполнены в изометрической проекции, с имитацией векторного бестекстурного изображения.
Противники тоже представлены в виде спрайтов и имеют строгую траекторию движения.
Вид на самолёт варьируется от этапа уровня.
- Изначально это обычный вид сверху: игрок имеет возможность манёвра влево-вправо и выше-ниже, — высоко летящий самолёт легче уходит от выстрелов с земли и беспрепятственно обходит малые возвышенности. В зависимости от пейзажа врагами Skyhawk’а выступают танки, катера, вертолёты, а также стационарные ДОТы, в виде просто холмов либо сфинксов. Все враги уничтожаются с одного выстрела, как, впрочем, и машина игрока. На последних уровнях появляются маневренные истребители, подбить которые можно лишь десятком залпов. В конце этапа встречается укреплённая база из нескольких огневых точек. Подбив их, игрок переходит дальше. Иногда цель этого этапа бывает и не подавление огня, а бомбардировка двух ям среди уровня — скинув в них бомбу, игрок переносится далее.
- Второй этап представляет собой вид на самолёт сзади и чем-то напоминает игру Sky Destroyer. Либо навстречу, либо по направлению движения самолёта игрока стаями летают самолёты врага. Их нужно сбивать, пытаясь поймать в квадрат прицела. Со всё возрастающей сложностью уровней, противники начинают в ответ обстреливать игрока ракетами, радиус которых больше самолёта. Босса в конце нет — нужно просто продержаться до конца уровня.
- Третий этап врагов не имеет — нужно просто влететь во вращающийся шлюз космического порта. Для этого нужно затормозить ровно в середине экрана (вид на самолёт, как и во втором этапе, сзади) и, дождавшись, когда щель шлюза окажется в одной плоскости с горизонталью истребителя, закрутиться. На этом этапе подсчитываются все очки и, исходя из них, даётся возможность закупить дополнительное вооружение.

Все эти три этапа представляют один уровень, которых в игре восемь — со всё более возрастающей сложностью и скоростью и небольшими вариациями на первом этапе: иногда вместо просто разрушения энергетического центра нужно спасти человечка или разбомбить ямы с чем-то секретным. На последнем, восьмом уровне, в третьем этапе вместо родной базы игрок сталкивается с главным кораблём пришельцев. Тот представляет собой некое подобие снежинки — разветвлённая сетка маленьких пушек в форме правильного узора. Все пушки подбиваются с одного выстрела. В центре — огромный глаз, который открывается, когда игрок подобьёт все пушки. Из него также летят выстрелы, но избежать их уже гораздо легче. К тому же, если встать ровно посередине экрана, враг попасть в цель не может.
После примерно пяти попаданий база взрывается, а экран освещает надпись Game Over.
Затем предлагается вписать своё имя в таблицу рекордов (если игрок набил достаточное для этого количество очков), которая сюда перекочевала, видимо, еще с игровых автоматов. На этом игра оканчивается.